# 蜀铁线蕨
蜀铁线蕨（学名：Adiantum edentulum f. refractum）为铁线蕨科铁线蕨属月芽铁线蕨下的一个变型。